# Anita Louise
Anita Louise Fremault (New York, 9 januari 1915 — Los Angeles, 25 april 1970) was een Amerikaans actrice.

## Biografie

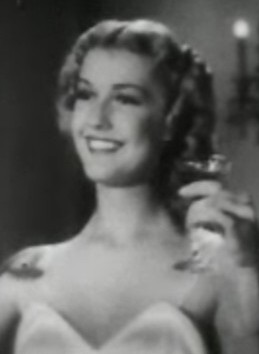
Louise in Tovarich (1937)

Louise werd al als kind op de planken gezet en was op zesjarige leeftijd voor het eerst op Broadway te zien. In 1922 volgde haar filmdebuut, met een ongenoemde rol in Down to the Sea in Ships (1922). Toen ze eenmaal een tiener was, was ze een geliefde verschijning. Het publiek beschouwde haar als een stijlicoon. In 1931 werd ze dan ook uitgeroepen tot een WAMPAS Baby Star. Vanaf de jaren 30 was ze in verschillende bekende films te zien, waaronder Madame DuBarry (1934), A Midsummer Night's Dream (1935), The Story of Louis Pasteur (1935), Anthony Adverse (1936), Call it a Day (1937), That Certain Woman (1937), Marie Antoinette (1938), The Sisters (1938) en The Little Princess (1939).
In de jaren 40 verloor ze echter haar populariteit. Louise behaalde nog enkele successen. Zo was ze van 1956 tot en met 1958 te zien in My Friend Flicka. Hierna ging ze met pensioen. Ze was in haar privéleven 20 jaar lang getrouwd met producent Buddy Adler, die in 1960 kwam te overlijden. Zelf overleed Louise op 55-jarige leeftijd aan een beroerte.
- Bibsys: 11082038
- Biblioteca Nacional de España: XX1488314
- Bibliothèque nationale de France: cb142005818 (data)
- Catàleg d'autoritats de noms i títols de Catalunya: 981058508625706706
- Gemeinsame Normdatei: 1061866254
- International Standard Name Identifier: 0000 0001 1036 3479
- Library of Congress Control Number: n85378937
- MusicBrainz: 6744e0d4-490e-44c3-b8df-8147f0ff6d53
- Nationale Bibliotheek van Israël: 987007434467405171
- SNAC: w6992hrj
- Système universitaire de documentation: 075723204
- Virtual International Authority File: 5142864
- WorldCat: E39PBJfcTxD6KCkD49RYbQYByd